# قائمة مؤشرات الحرية
تحتوي هذه المقالة على قائمة بمؤشرات الحرية التي تنتجها العديد من المنظمات غير الحكومية التي تنشر وتقيم تقييمات لمسألة الحرية في العالم، وفقًا لتعريفاتها المختلفة للمصطلح، وتصنف الدول على أنها حرة، أو حرة جزئيًا، أو باستخدام مختلف مقاييس الحرية، بما في ذلك الحريات المدنية والحقوق السياسية والحقوق الاقتصادية.

## مؤشرات بارزة
المؤشرات وأصولها.
- كندا
  - مؤشر الحرية الاقتصادية في العالم هو تقرير نشره معهد فريزر في كندا بالاشتراك مع شبكة الحرية الاقتصادية ، وهي مجموعة من معاهد البحث والتعليم المستقلة في 90 دولة ومنطقة حول العالم. إنه مؤشر رقمي، ولا يتم تضمين نتائجه حاليًا في الجدول أدناه.
- كندا ، الولايات المتحدة ، ألمانيا
  - يقدم مؤشر حرية الإنسان حالة الحرية الإنسانية في العالم بناءً على مقياس واسع يشمل الحرية الشخصية والمدنية والاقتصادية.[1] يقدم المؤشر مقياسًا واسعًا لحرية الإنسان، يُفهم على أنه غياب القيود القسرية. يستخدم 79 مؤشرا متميزا للحرية الشخصية والاقتصادية. يغطي المؤشر حرية المجالات التالية: سيادة القانون، والأمن والسلامة، والحركة، والدين، وتكوين الجمعيات، والتجمع، والمجتمع المدني، والتعبير، والعلاقات، وحجم الحكومة، والنظام القانوني وحقوق الملكية، والوصول إلى الأموال السليمة، وحرية التجارة على الصعيد الدولي، وتنظيم الائتمان والعمل والأعمال. تم إنشاء مؤشر حرية الإنسان في عام 2015، ليغطي 152 دولة للأعوام 2008-2012. تم نشر مؤشر حرية الإنسان لعام 2016 في نوفمبر 2016 ، وهو يغطي 159 دولة للأعوام 2008-2015. وشارك في نشر التقرير معهد كاتو ومعهد فريزر ومعهد ليبراليس في مؤسسة فريدريش ناومان للحرية . مؤلفو التقرير هم إيان فاسكيز وتانيا بورزنيك
  - مؤشر الحرية في العالم والذي أصبح مؤشر حرية الإنسان. قام بقياس الحريات المدنية الكلاسيكية وتم نشره في عام 2013 من قبل معهد فريزر الكندي ومعهد ليبراليس الألماني ومعهد كاتو الأمريكي.[2] لا يتم تضمينه حاليًا في الجدول أدناه.

- فرنسا
  - يتم نشر مؤشر حرية الصحافة في جميع أنحاء العالم كل عام منذ عام 2002 (باستثناء عام 2011 تم دمجه مع 2012) من قبل مراسلون بلا حدود في فرنسا. يتم تقييم الدول على 5 مستويات وهم: بحالة جيدة، أو حالة مرضية، أو مشاكل ملحوظة، أو موقف صعب، أو وضع خطير للغاية.[3]
- إسبانيا
  - تم نشر المؤشر العالمي للحرية المعنوية لأول مرة في 2 أبريل 2016 ، من قبل مؤسسة النهوض بالحرية، ومقرها مدريد، إسبانيا. يصنف هذا المؤشر 160 دولة حسب خمس فئات من المؤشرات: الحرية الدينية، والحرية الأخلاقية الحيوية، وحرية المخدرات، والحرية الجنسية والأسرية، والحرية بين الجنسين. يهدف المؤشر إلى تحديد درجة الحرية الفردية أو سيطرة الدولة على القرارات المتعلقة بالمناقشات الأخلاقية العظيمة في عصرنا.[4]
- السويد
  - ماكسرينج ، التي طوره ماكس رينج، والذي يصونه مايكل ساندربرغ وماكس رينج،، وهما عالمان السياسة في جامعة هالمستاد بالسويد ، وهو مجموعة بيانات تحدد مستوى الديمقراطية والهيكل المؤسسي (نوع النظام) لبلد على مقياس متدرج من 1000 نقطة. يتم فرز القيم بناءً على مستوى الديمقراطية والمساءلة السياسية. يحدد ماكسرينج القيمة المقابلة لجميع الدول كل شهر من 1789 إلى الوقت الحاضر.[5]
  - معهد أصناف الديمقراطية (في - ديم)، قسم العلوم السياسية في جامعة جوتنبرج، السويد، هو نهج لتصور وقياس الديمقراطية. وهي توفر مجموعة بيانات متعددة الأبعاد ومصنفة تعكس تعقيد مفهوم الديمقراطية كنظام حكم يتجاوز مجرد الوجود البسيط للانتخابات. يميز مشروع المعهد بين خمسة مبادئ رفيعة المستوى للديمقراطية: الانتخابية، والليبرالية، والتشاركية، والتداولية، والمساواة، وجمع البيانات لقياس هذه المبادئ. مع ستة محققين رئيسيين، وسبعة عشر مديرًا للمشروع، مع مسؤولية خاصة عن مجالات القضايا ، وأكثر من ثلاثين مديرًا إقليميًا، و170 منسقًا دوليا، ومساعدي أبحاث، و3000 خبير دولي، مشروع معهد (في - ديم) هو واحد من أكبر مشاريع جمع بيانات العلوم الاجتماعية التي تركز على البحث.[6]
- المملكة المتحدة
  - مؤشر الديمقراطية ، الذي نشرته وحدة الاستخبارات الاقتصادية ومقرها المملكة المتحدة، هو تقييم للديمقراطية في البلدان. يتم تصنيف الدول على أنها: إما ديمقراطيات كاملة، أو ديمقراطيات معيبة، أو أنظمة هجينة، أو أنظمة استبدادية . تعتبر الديمقراطيات الكاملة والديمقراطيات المعيبة والأنظمة الهجينة ديمقراطيات، وتعتبر الدول الاستبدادية ديكتاتورية. يعتمد المؤشر على 60 مؤشرًا تم تصنيفهم في خمس فئات مختلفة لقياس التعددية والحريات المدنية والثقافة السياسية.[7]
- الولايات المتحدة
  - مشروع «سيري» لبيانات حقوق الإنسان الذي يقيس مجموعة من من الحقوق الإنسانية، والمدنية، والنسائية، والعمالية.[8] تم إنشاؤه في عام 1994 وتستضيفه الآن جامعة كونيتيكت .[9] في تقريرها لعام 2011 ، احتلت الولايات المتحدة المرتبة 38 في إجمالي حقوق الإنسان.[10]
  - الحرية في العالم ، التي تنشر كل عام منذ عام 1972 من قبل دار الحرية ومقرها الولايات المتحدة ، تصنف الدول حسب الحقوق السياسية والحريات المدنية المستمدة إلى حد كبير من الإعلان العالمي لحقوق الإنسان . يتم تقييم الدول على أنها حرة أو حرة جزئيا أو غير حرة .[11]
  - حرية الصحافة هو تقرير ينشر كل عام منذ عام 1980 بواسطة فريدوم هاوس .
  - مؤشر الحرية الاقتصادية هو تقرير سنوي تنشره صحيفة وول ستريت جورنال ومؤسسة التراث الأمريكية . يتم تقييم الدول على أنها حرة، غالبيتها حر، معتدلة الحرية، غالبيتها غير حر، ومقموعة.[12]
  - سلسلة بيانات بوليتي ومقرها الولايات المتحدة هي سلسلة بيانات مستخدمة على نطاق واسع في أبحاث العلوم السياسية . يحتوي على معلومات سنوية مشفرة عن خصائص وانتقال سلطة النظام لجميع الدول المستقلة التي يزيد عدد سكانها عن 500,000 نسمة ويغطي الأعوام 1800-2018. تستند استنتاجات النظام السياسي حول مستوى الديمقراطية في الدولة إلى تقييم انتخابات تلك الدولة من أجل التنافسية والانفتاح ومستوى المشاركة. البيانات من هذه السلسلة غير مدرجة حاليًا في الجدول أدناه. يتم رعاية العمل السياسي برعاية فرقة العمل المعنية بعدم الاستقرار السياسي التي تمولها وكالة المخابرات المركزية الأمريكية. ومع ذلك ، فإن الآراء المعبر عنها في التقارير هي آراء المؤلفين فقط ولا تمثل آراء حكومة الولايات المتحدة.[13]

## التقييمات السنوية
فيما يلي جدول للتقييمات بحسب أربعة مؤشرات لمعظم دول العالم. للحصول على الترتيب الدقيق بدلاً من التقييمات، ارجع إلى مقالات المؤشر الفردي.
| فهرس                   | مقياس           | مقياس           | مقياس           | مقياس           | مقياس           | مقياس           | مقياس           | مقياس           | مقياس           | مقياس           | مقياس           | مقياس           | مقياس           | مقياس           | مقياس           | مقياس           | مقياس           | مقياس           | مقياس           | مقياس           | مقياس           | مقياس           | مقياس           | مقياس           | مقياس         | مقياس         | مقياس         | مقياس         | مقياس         | مقياس         | مقياس         | مقياس         | مقياس         | مقياس         | مقياس         | مقياس         | مقياس         | مقياس         | مقياس         | مقياس         | مقياس         | مقياس         | مقياس         | مقياس         | مقياس         | مقياس         | مقياس         | مقياس         | مقياس           | مقياس           | مقياس           | مقياس           | مقياس           | مقياس           | مقياس           | مقياس           | مقياس           | مقياس           | مقياس           | مقياس           |
| ---------------------- | --------------- | --------------- | --------------- | --------------- | --------------- | --------------- | --------------- | --------------- | --------------- | --------------- | --------------- | --------------- | --------------- | --------------- | --------------- | --------------- | --------------- | --------------- | --------------- | --------------- | --------------- | --------------- | --------------- | --------------- | ------------- | ------------- | ------------- | ------------- | ------------- | ------------- | ------------- | ------------- | ------------- | ------------- | ------------- | ------------- | ------------- | ------------- | ------------- | ------------- | ------------- | ------------- | ------------- | ------------- | ------------- | ------------- | ------------- | ------------- | --------------- | --------------- | --------------- | --------------- | --------------- | --------------- | --------------- | --------------- | --------------- | --------------- | --------------- | --------------- |
| الحرية في العالم       | حر              | حر              | حر              | حر              | حر              | حر              | حر              | حر              | حر              | حر              | حر              | حر              | حر              | حر              | حر              | حر              | حر              | حر              | حر              | حر              | حر جزئيا        | حر جزئيا        | حر جزئيا        | حر جزئيا        | حر جزئيا      | حر جزئيا      | حر جزئيا      | حر جزئيا      | حر جزئيا      | حر جزئيا      | حر جزئيا      | حر جزئيا      | حر جزئيا      | حر جزئيا      | حر جزئيا      | حر جزئيا      | حر جزئيا      | حر جزئيا      | حر جزئيا      | حر جزئيا      | ليس حر        | ليس حر        | ليس حر        | ليس حر        | ليس حر        | ليس حر        | ليس حر        | ليس حر        | ليس حر          | ليس حر          | ليس حر          | ليس حر          | ليس حر          | ليس حر          | ليس حر          | ليس حر          | ليس حر          | ليس حر          | ليس حر          | ليس حر          |
| فهرس الحرية الاقتصادية | حر              | حر              | حر              | حر              | حر              | حر              | حر              | حر              | حر              | حر              | حر              | حر              | معظمها حر       | معظمها حر       | معظمها حر       | معظمها حر       | معظمها حر       | معظمها حر       | معظمها حر       | معظمها حر       | معظمها حر       | معظمها حر       | معظمها حر       | معظمها حر       | متوسطة الحرية | متوسطة الحرية | متوسطة الحرية | متوسطة الحرية | متوسطة الحرية | متوسطة الحرية | متوسطة الحرية | متوسطة الحرية | متوسطة الحرية | متوسطة الحرية | متوسطة الحرية | متوسطة الحرية | معظمها غير حر | معظمها غير حر | معظمها غير حر | معظمها غير حر | معظمها غير حر | معظمها غير حر | معظمها غير حر | معظمها غير حر | معظمها غير حر | معظمها غير حر | معظمها غير حر | معظمها غير حر | مقموعة          | مقموعة          | مقموعة          | مقموعة          | مقموعة          | مقموعة          | مقموعة          | مقموعة          | مقموعة          | مقموعة          | مقموعة          | مقموعة          |
| مؤشر حرية الصحافة      | وضع جيد         | وضع جيد         | وضع جيد         | وضع جيد         | وضع جيد         | وضع جيد         | وضع جيد         | وضع جيد         | وضع جيد         | وضع جيد         | وضع جيد         | وضع جيد         | حالة مرضية      | حالة مرضية      | حالة مرضية      | حالة مرضية      | حالة مرضية      | حالة مرضية      | حالة مرضية      | حالة مرضية      | حالة مرضية      | حالة مرضية      | حالة مرضية      | حالة مرضية      | مشاكل ملحوظة  | مشاكل ملحوظة  | مشاكل ملحوظة  | مشاكل ملحوظة  | مشاكل ملحوظة  | مشاكل ملحوظة  | مشاكل ملحوظة  | مشاكل ملحوظة  | مشاكل ملحوظة  | مشاكل ملحوظة  | مشاكل ملحوظة  | مشاكل ملحوظة  | وضع صعب       | وضع صعب       | وضع صعب       | وضع صعب       | وضع صعب       | وضع صعب       | وضع صعب       | وضع صعب       | وضع صعب       | وضع صعب       | وضع صعب       | وضع صعب       | وضع خطير للغاية | وضع خطير للغاية | وضع خطير للغاية | وضع خطير للغاية | وضع خطير للغاية | وضع خطير للغاية | وضع خطير للغاية | وضع خطير للغاية | وضع خطير للغاية | وضع خطير للغاية | وضع خطير للغاية | وضع خطير للغاية |
| مؤشر الديمقراطية       | ديمقراطية كاملة | ديمقراطية كاملة | ديمقراطية كاملة | ديمقراطية كاملة | ديمقراطية كاملة | ديمقراطية كاملة | ديمقراطية كاملة | ديمقراطية كاملة | ديمقراطية كاملة | ديمقراطية كاملة | ديمقراطية كاملة | ديمقراطية كاملة | ديمقراطية معيبة | ديمقراطية معيبة | ديمقراطية معيبة | ديمقراطية معيبة | ديمقراطية معيبة | ديمقراطية معيبة | ديمقراطية معيبة | ديمقراطية معيبة | ديمقراطية معيبة | ديمقراطية معيبة | ديمقراطية معيبة | ديمقراطية معيبة | نظام هجين     | نظام هجين     | نظام هجين     | نظام هجين     | نظام هجين     | نظام هجين     | نظام هجين     | نظام هجين     | نظام هجين     | نظام هجين     | نظام هجين     | نظام هجين     | نظام استبدادي | نظام استبدادي | نظام استبدادي | نظام استبدادي | نظام استبدادي | نظام استبدادي | نظام استبدادي | نظام استبدادي | نظام استبدادي | نظام استبدادي | نظام استبدادي | نظام استبدادي | نظام استبدادي   | نظام استبدادي   | نظام استبدادي   | نظام استبدادي   | نظام استبدادي   | نظام استبدادي   | نظام استبدادي   | نظام استبدادي   | نظام استبدادي   | نظام استبدادي   | نظام استبدادي   | نظام استبدادي   |

## القائمة بحسب كل البلد
| دول                         | الحرية في العالم 2020 | 2020 مؤشر الحرية الإقتصادية | 2020 مؤشر حرية الصحافة | 2019 مؤشر الديمقراطية |
| --------------------------- | --------------------- | --------------------------- | ---------------------- | --------------------- |
| أفغانستان                   | غير حرة               | غالبيتها غير حر             | وضع صعب                | نظام استبدادي         |
| ألبانيا                     | حرة جزئيا             | متوسطة الحرية               | مشاكل ملحوظة           | نظام هجين             |
| الجزائر                     | غير حرة               | مقموعة                      | وضع صعب                | نظام هجين             |
| أندورا                      | حرة                   | غير معروف                   | حالة مرضية             | غير معروف             |
| أنغولا                      | غير حرة               | غالبيتها غير حر             | مشاكل ملحوظة           | نظام استبدادي         |
| أنتيغوا وبربودا             | حرة                   | غير معروف                   | حالة مرضية             | غير معروف             |
| الأرجنتين                   | حرة                   | غالبيتها غير حر             | مشاكل ملحوظة           | ديمقراطية معيبة       |
| أرمينيا                     | حرة جزئيا             | غالبيتها حر                 | مشاكل ملحوظة           | نظام هجين             |
| أستراليا                    | حرة                   | حرة                         | حالة مرضية             | ديمقراطية كاملة       |
| النمسا                      | حرة                   | غالبيتها حر                 | حالة مرضية             | ديمقراطية كاملة       |
| أذربيجان                    | غير حرة               | متوسطة الحرية               | وضع خطير للغاية        | نظام استبدادي         |
| جزر البهاما                 | حرة                   | متوسطة الحرية               | غير معروف              | غير معروف             |
| البحرين                     | غير حرة               | متوسطة الحرية               | وضع خطير للغاية        | نظام استبدادي         |
| بنغلاديش                    | حرة جزئيا             | غالبيتها غير حر             | وضع صعب                | نظام هجين             |
| بربادوس                     | حرة                   | متوسطة الحرية               | غير معروف              | غير معروف             |
| روسيا البيضاء               | غير حرة               | متوسطة الحرية               | وضع صعب                | نظام استبدادي         |
| بلجيكا                      | حرة                   | متوسطة الحرية               | حالة جيدة              | ديمقراطية معيبة       |
| بليز                        | حرة                   | غالبيتها غير حر             | مشاكل ملحوظة           | غير معروف             |
| بنين                        | حرة جزئيا             | غالبيتها غير حر             | وضع صعب                | نظام هجين             |
| بوتان                       | حرة جزئيا             | متوسطة الحرية               | مشاكل ملحوظة           | نظام هجين             |
| بوليفيا                     | حرة جزئيا             | مقموعة                      | وضع صعب                | نظام هجين             |
| البوسنة والهرسك             | حرة جزئيا             | متوسطة الحرية               | مشاكل ملحوظة           | نظام هجين             |
| بوتسوانا                    | حرة                   | متوسطة الحرية               | حالة مرضية             | ديمقراطية معيبة       |
| البرازيل                    | حرة                   | غالبيتها غير حر             | مشاكل ملحوظة           | ديمقراطية معيبة       |
| بروناي                      | غير حرة               | متوسطة الحرية               | وضع صعب                | غير معروف             |
| بلغاريا                     | حرة                   | غالبيتها حر                 | وضع صعب                | ديمقراطية معيبة       |
| بوركينا فاسو                | حرة جزئيا             | غالبيتها غير حر             | حالة مرضية             | نظام هجين             |
| بورما                       | غير حرة               | غالبيتها غير حر             | وضع صعب                | نظام استبدادي         |
| بوروندي                     | غير حرة               | مقموعة                      | وضع خطير للغاية        | نظام استبدادي         |
| كمبوديا                     | غير حرة               | غالبيتها غير حر             | وضع صعب                | نظام استبدادي         |
| الكاميرون                   | غير حرة               | غالبيتها غير حر             | وضع صعب                | نظام استبدادي         |
| كندا                        | حرة                   | غالبيتها حر                 | حالة مرضية             | ديمقراطية كاملة       |
| الرأس الأخضر                | حرة                   | متوسطة الحرية               | حالة مرضية             | ديمقراطية معيبة       |
| جمهورية افريقيا الوسطى      | غير حرة               | غالبيتها غير حر             | وضع صعب                | نظام استبدادي         |
| تشاد                        | غير حرة               | غالبيتها غير حر             | وضع صعب                | نظام استبدادي         |
| تشيلي                       | حرة                   | غالبيتها حر                 | مشاكل ملحوظة           | ديمقراطية كاملة       |
| الصين                       | غير حرة               | غالبيتها غير حر             | وضع خطير للغاية        | نظام استبدادي         |
| كولومبيا                    | حرة جزئيا             | متوسطة الحرية               | وضع صعب                | ديمقراطية معيبة       |
| جزر القمر                   | حرة جزئيا             | غالبيتها غير حر             | مشاكل ملحوظة           | نظام استبدادي         |
| كوستا ريكا                  | حرة                   | متوسطة الحرية               | حالة جيدة              | ديمقراطية كاملة       |
| جمهورية الكونغو الديمقراطية | غير حرة               | مقموعة                      | وضع صعب                | نظام استبدادي         |
| جمهورية الكونغو             | غير حرة               | مقموعة                      | وضع صعب                | نظام استبدادي         |
| كرواتيا                     | حرة                   | متوسطة الحرية               | مشاكل ملحوظة           | ديمقراطية معيبة       |
| كوبا                        | غير حرة               | مقموعة                      | وضع خطير للغاية        | نظام استبدادي         |
| قبرص                        | حرة                   | غالبيتها حر                 | حالة مرضية             | ديمقراطية معيبة       |
| جمهورية التشيك              | حرة                   | غالبيتها حر                 | حالة مرضية             | ديمقراطية معيبة       |
| الدنمارك                    | حرة                   | غالبيتها حر                 | حالة جيدة              | ديمقراطية كاملة       |
| جيبوتي                      | غير حرة               | غالبيتها غير حر             | وضع خطير للغاية        | نظام استبدادي         |
| دومينيكا                    | حرة                   | متوسطة الحرية               | حالة مرضية             | غير معروف             |
| جمهورية الدومنيكان          | حرة جزئيا             | متوسطة الحرية               | مشاكل ملحوظة           | ديمقراطية معيبة       |
| تيمور الشرقية               | حرة                   | مقموعة                      | مشاكل ملحوظة           | ديمقراطية معيبة       |
| إكوادور                     | حرة جزئيا             | غالبيتها غير حر             | مشاكل ملحوظة           | ديمقراطية معيبة       |
| مصر                         | غير حرة               | غالبيتها غير حر             | وضع خطير للغاية        | نظام استبدادي         |
| السلفادور                   | حرة جزئيا             | متوسطة الحرية               | مشاكل ملحوظة           | ديمقراطية معيبة       |
| غينيا الإستوائية            | غير حرة               | مقموعة                      | وضع خطير للغاية        | نظام استبدادي         |
| إريتريا                     | غير حرة               | مقموعة                      | وضع خطير للغاية        | نظام استبدادي         |
| إستونيا                     | حرة                   | غالبيتها حر                 | حالة جيدة              | ديمقراطية معيبة       |
| سوازيلاند                   | غير حرة               | غالبيتها غير حر             | وضع صعب                | نظام استبدادي         |
| أثيوبيا                     | غير حرة               | غالبيتها غير حر             | مشاكل ملحوظة           | نظام استبدادي         |
| فيجي                        | حرة جزئيا             | متوسطة الحرية               | مشاكل ملحوظة           | نظام هجين             |
| فنلندا                      | حرة                   | غالبيتها حر                 | حالة جيدة              | ديمقراطية كاملة       |
| فرنسا                       | حرة                   | متوسطة الحرية               | حالة مرضية             | ديمقراطية كاملة       |
| الغابون                     | غير حرة               | غالبيتها غير حر             | وضع صعب                | نظام استبدادي         |
| غامبيا                      | حرة جزئيا             | غالبيتها غير حر             | مشاكل ملحوظة           | نظام هجين             |
| قطاع غزة                    | غير حرة               | غير معروف                   | وضع صعب                | غير معروف             |
| جورجيا                      | حرة جزئيا             | غالبيتها حر                 | مشاكل ملحوظة           | نظام هجين             |
| ألمانيا                     | حرة                   | غالبيتها حر                 | حالة جيدة              | ديمقراطية كاملة       |
| غانا                        | حرة                   | غالبيتها غير حر             | حالة مرضية             | ديمقراطية معيبة       |
| اليونان                     | حرة                   | غالبيتها غير حر             | مشاكل ملحوظة           | ديمقراطية معيبة       |
| غرينادا                     | حرة                   | غير معروف                   | حالة مرضية             | غير معروف             |
| غواتيمالا                   | حرة جزئيا             | متوسطة الحرية               | وضع صعب                | نظام هجين             |
| غينيا                       | حرة جزئيا             | غالبيتها غير حر             | مشاكل ملحوظة           | نظام استبدادي         |
| غينيا - بيساو               | حرة جزئيا             | غالبيتها غير حر             | مشاكل ملحوظة           | نظام استبدادي         |
| غيانا                       | حرة                   | غالبيتها غير حر             | مشاكل ملحوظة           | ديمقراطية معيبة       |
| هايتي                       | حرة جزئيا             | غالبيتها غير حر             | مشاكل ملحوظة           | نظام هجين             |
| هندوراس                     | حرة جزئيا             | متوسطة الحرية               | وضع صعب                | نظام هجين             |
| هونج كونج                   | حرة جزئيا             | حرة                         | مشاكل ملحوظة           | ديمقراطية معيبة       |
| هنغاريا                     | حرة جزئيا             | متوسطة الحرية               | مشاكل ملحوظة           | ديمقراطية معيبة       |
| أيسلندا                     | حرة                   | غالبيتها حر                 | حالة مرضية             | ديمقراطية كاملة       |
| الهند                       | حرة                   | غالبيتها غير حر             | وضع صعب                | ديمقراطية معيبة       |
| إندونيسيا                   | حرة جزئيا             | متوسطة الحرية               | وضع صعب                | ديمقراطية معيبة       |
| إيران                       | غير حرة               | مقموعة                      | وضع خطير للغاية        | نظام استبدادي         |
| العراق                      | غير حرة               | غير معروف                   | وضع خطير للغاية        | نظام استبدادي         |
| أيرلندا                     | حرة                   | حرة                         | حالة جيدة              | ديمقراطية كاملة       |
| إسرائيل                     | حرة                   | غالبيتها حر                 | مشاكل ملحوظة           | ديمقراطية معيبة       |
| إيطاليا                     | حرة                   | متوسطة الحرية               | حالة مرضية             | ديمقراطية معيبة       |
| ساحل العاج                  | حرة جزئيا             | غالبيتها غير حر             | مشاكل ملحوظة           | نظام هجين             |
| جامايكا                     | حرة                   | متوسطة الحرية               | حالة جيدة              | ديمقراطية معيبة       |
| اليابان                     | حرة                   | غالبيتها حر                 | مشاكل ملحوظة           | ديمقراطية معيبة       |
| الأردن                      | حرة جزئيا             | متوسطة الحرية               | وضع صعب                | نظام استبدادي         |
| كازاخستان                   | غير حرة               | متوسطة الحرية               | وضع صعب                | نظام استبدادي         |
| كينيا                       | حرة جزئيا             | غالبيتها غير حر             | مشاكل ملحوظة           | نظام هجين             |
| كيريباتي                    | حرة                   | مقموعة                      | غير معروف              | غير معروف             |
| كوريا الشمالية              | غير حرة               | مقموعة                      | وضع خطير للغاية        | نظام استبدادي         |
| كوريا الجنوبية              | حرة                   | غالبيتها حر                 | حالة مرضية             | ديمقراطية معيبة       |
| كوسوفو                      | حرة جزئيا             | متوسطة الحرية               | مشاكل ملحوظة           | غير معروف             |
| الكويت                      | حرة جزئيا             | متوسطة الحرية               | مشاكل ملحوظة           | نظام استبدادي         |
| قيرغيزستان                  | حرة جزئيا             | متوسطة الحرية               | مشاكل ملحوظة           | نظام هجين             |
| لاوس                        | غير حرة               | غالبيتها غير حر             | وضع خطير للغاية        | نظام استبدادي         |
| لاتفيا                      | حرة                   | غالبيتها حر                 | حالة مرضية             | ديمقراطية معيبة       |
| لبنان                       | حرة جزئيا             | غالبيتها غير حر             | مشاكل ملحوظة           | نظام هجين             |
| ليسوتو                      | حرة جزئيا             | غالبيتها غير حر             | مشاكل ملحوظة           | ديمقراطية معيبة       |
| ليبيريا                     | حرة جزئيا             | مقموعة                      | مشاكل ملحوظة           | نظام هجين             |
| ليبيا                       | غير حرة               | غير معروف                   | وضع خطير للغاية        | نظام استبدادي         |
| ليختنشتاين                  | حرة                   | غير معروف                   | حالة مرضية             | غير معروف             |
| ليتوانيا                    | حرة                   | غالبيتها حر                 | حالة مرضية             | ديمقراطية معيبة       |
| لوكسمبورج                   | حرة                   | غالبيتها حر                 | حالة مرضية             | ديمقراطية كاملة       |
| ماكاو                       | غير معروف             | غالبيتها حر                 | غير معروف              | غير معروف             |
| مقدونيا                     | حرة جزئيا             | متوسطة الحرية               | مشاكل ملحوظة           | نظام هجين             |
| مدغشقر                      | حرة جزئيا             | متوسطة الحرية               | مشاكل ملحوظة           | نظام هجين             |
| ملاوي                       | حرة جزئيا             | غالبيتها غير حر             | مشاكل ملحوظة           | نظام هجين             |
| ماليزيا                     | حرة جزئيا             | غالبيتها حر                 | مشاكل ملحوظة           | ديمقراطية معيبة       |
| جزر المالديف                | حرة جزئيا             | غالبيتها غير حر             | مشاكل ملحوظة           | غير معروف             |
| مالي                        | حرة جزئيا             | غالبيتها غير حر             | مشاكل ملحوظة           | نظام هجين             |
| مالطا                       | حرة                   | متوسطة الحرية               | مشاكل ملحوظة           | ديمقراطية معيبة       |
| جزر مارشال                  | حرة                   | غير معروف                   | غير معروف              | غير معروف             |
| موريتانيا                   | حرة جزئيا             | غالبيتها غير حر             | مشاكل ملحوظة           | نظام استبدادي         |
| موريشيوس                    | حرة                   | غالبيتها حر                 | مشاكل ملحوظة           | ديمقراطية كاملة       |
| المكسيك                     | حرة جزئيا             | متوسطة الحرية               | وضع صعب                | ديمقراطية معيبة       |
| ولايات ميكرونيزيا الموحدة   | حرة                   | غالبيتها غير حر             | غير معروف              | غير معروف             |
| مولدوفا                     | حرة جزئيا             | متوسطة الحرية               | مشاكل ملحوظة           | نظام هجين             |
| موناكو                      | حرة                   | غير معروف                   | غير معروف              | غير معروف             |
| منغوليا                     | حرة                   | غالبيتها غير حر             | مشاكل ملحوظة           | ديمقراطية معيبة       |
| الجبل الأسود                | حرة جزئيا             | متوسطة الحرية               | مشاكل ملحوظة           | نظام هجين             |
| المغرب                      | حرة جزئيا             | متوسطة الحرية               | وضع صعب                | نظام هجين             |
| موزمبيق                     | حرة جزئيا             | غالبيتها غير حر             | مشاكل ملحوظة           | نظام استبدادي         |
| ناغورنو كاراباخ             | حرة جزئيا             | غير معروف                   | غير معروف              | غير معروف             |
| ناميبيا                     | حرة                   | متوسطة الحرية               | حالة مرضية             | ديمقراطية معيبة       |
| ناورو                       | حرة                   | غير معروف                   | غير معروف              | غير معروف             |
| نيبال                       | حرة جزئيا             | غالبيتها غير حر             | وضع صعب                | نظام هجين             |
| هولندا                      | حرة                   | غالبيتها حر                 | حالة جيدة              | ديمقراطية كاملة       |
| نيوزيلندا                   | حرة                   | حرة                         | حالة جيدة              | ديمقراطية كاملة       |
| نيكاراغوا                   | غير حرة               | غالبيتها غير حر             | وضع صعب                | نظام استبدادي         |
| النيجر                      | حرة جزئيا             | غالبيتها غير حر             | مشاكل ملحوظة           | نظام استبدادي         |
| نيجيريا                     | حرة جزئيا             | غالبيتها غير حر             | وضع صعب                | نظام هجين             |
| شمال قبرص                   | حرة                   | غير معروف                   | مشاكل ملحوظة           | غير معروف             |
| النرويج                     | حرة                   | غالبيتها حر                 | حالة جيدة              | ديمقراطية كاملة       |
| سلطنة عمان                  | غير حرة               | متوسطة الحرية               | وضع صعب                | نظام استبدادي         |
| باكستان                     | حرة جزئيا             | غالبيتها غير حر             | وضع صعب                | نظام هجين             |
| بالاو                       | حرة                   | غير معروف                   | غير معروف              | غير معروف             |
| فلسطين                      | غير حرة               | غير معروف                   | وضع صعب                | نظام استبدادي         |
| بنما                        | حرة                   | متوسطة الحرية               | مشاكل ملحوظة           | ديمقراطية معيبة       |
| بابوا غينيا الجديدة         | حرة جزئيا             | غالبيتها غير حر             | حالة مرضية             | ديمقراطية معيبة       |
| باراغواي                    | حرة جزئيا             | متوسطة الحرية               | مشاكل ملحوظة           | ديمقراطية معيبة       |
| بيرو                        | حرة                   | متوسطة الحرية               | مشاكل ملحوظة           | ديمقراطية معيبة       |
| الفلبين                     | حرة جزئيا             | متوسطة الحرية               | وضع صعب                | ديمقراطية معيبة       |
| بولندا                      | حرة                   | متوسطة الحرية               | مشاكل ملحوظة           | ديمقراطية معيبة       |
| البرتغال                    | حرة                   | متوسطة الحرية               | حالة جيدة              | ديمقراطية كاملة       |
| دولة قطر                    | غير حرة               | غالبيتها حر                 | وضع صعب                | نظام استبدادي         |
| رومانيا                     | حرة                   | متوسطة الحرية               | مشاكل ملحوظة           | ديمقراطية معيبة       |
| روسيا                       | غير حرة               | متوسطة الحرية               | وضع صعب                | نظام استبدادي         |
| رواندا                      | غير حرة               | غالبيتها حر                 | وضع صعب                | نظام استبدادي         |
| سانت كيتس ونيفيس            | حرة                   | غير معروف                   | حالة مرضية             | غير معروف             |
| سانت لوسيا                  | حرة                   | متوسطة الحرية               | حالة مرضية             | غير معروف             |
| سانت فنسنت وجزر غرينادين    | حرة                   | متوسطة الحرية               | حالة مرضية             | غير معروف             |
| ساموا                       | حرة                   | متوسطة الحرية               | حالة مرضية             | غير معروف             |
| سان مارينو                  | حرة                   | غير معروف                   | غير معروف              | غير معروف             |
| سان تومي وبرينسيبي          | حرة                   | غالبيتها غير حر             | غير معروف              | غير معروف             |
| المملكة العربية السعودية    | غير حرة               | متوسطة الحرية               | وضع خطير للغاية        | نظام استبدادي         |
| السنغال                     | حرة جزئيا             | غالبيتها غير حر             | حالة مرضية             | نظام هجين             |
| صربيا                       | حرة جزئيا             | متوسطة الحرية               | مشاكل ملحوظة           | ديمقراطية معيبة       |
| سيشيل                       | حرة جزئيا             | متوسطة الحرية               | مشاكل ملحوظة           | غير معروف             |
| سيرا ليون                   | حرة جزئيا             | مقموعة                      | مشاكل ملحوظة           | نظام هجين             |
| سنغافورة                    | حرة جزئيا             | حرة                         | وضع خطير للغاية        | ديمقراطية معيبة       |
| سلوفاكيا                    | حرة                   | متوسطة الحرية               | حالة مرضية             | ديمقراطية معيبة       |
| سلوفينيا                    | حرة                   | متوسطة الحرية               | حالة مرضية             | ديمقراطية معيبة       |
| جزر سليمان                  | حرة                   | غالبيتها غير حر             | غير معروف              | غير معروف             |
| الصومال                     | غير حرة               | غير معروف                   | وضع خطير للغاية        | غير معروف             |
| أرض الصومال                 | حرة جزئيا             | غير معروف                   | غير معروف              | غير معروف             |
| جنوب أفريقيا                | حرة                   | غالبيتها غير حر             | حالة مرضية             | ديمقراطية معيبة       |
| جنوب السودان                | غير حرة               | غير معروف                   | وضع صعب                | غير معروف             |
| إسبانيا                     | حرة                   | متوسطة الحرية               | حالة مرضية             | ديمقراطية كاملة       |
| سيريلانكا                   | حرة جزئيا             | غالبيتها غير حر             | وضع صعب                | ديمقراطية معيبة       |
| السودان                     | غير حرة               | مقموعة                      | وضع خطير للغاية        | نظام استبدادي         |
| سورينام                     | حرة                   | مقموعة                      | حالة مرضية             | ديمقراطية معيبة       |
| السويد                      | حرة                   | غالبيتها حر                 | حالة جيدة              | ديمقراطية كاملة       |
| سويسرا                      | حرة                   | حرة                         | حالة جيدة              | ديمقراطية كاملة       |
| سوريا                       | غير حرة               | غير معروف                   | وضع خطير للغاية        | نظام استبدادي         |
| تايوان                      | حرة                   | غالبيتها حر                 | حالة مرضية             | ديمقراطية معيبة       |
| طاجيكستان                   | غير حرة               | غالبيتها غير حر             | وضع خطير للغاية        | نظام استبدادي         |
| تنزانيا                     | حرة جزئيا             | متوسطة الحرية               | وضع صعب                | نظام هجين             |
| تايلاند                     | حرة جزئيا             | متوسطة الحرية               | وضع صعب                | ديمقراطية معيبة       |
| توجو                        | حرة جزئيا             | غالبيتها غير حر             | مشاكل ملحوظة           | نظام استبدادي         |
| تونغا                       | حرة                   | غالبيتها غير حر             | مشاكل ملحوظة           | غير معروف             |
| ترانسنيستريا                | غير حرة               | غير معروف                   | غير معروف              | غير معروف             |
| ترينداد وتوباغو             | حرة                   | غالبيتها غير حر             | حالة مرضية             | ديمقراطية معيبة       |
| تونس                        | حرة                   | غالبيتها غير حر             | مشاكل ملحوظة           | ديمقراطية معيبة       |
| تركيا                       | غير حرة               | متوسطة الحرية               | وضع صعب                | نظام هجين             |
| تركمانستان                  | غير حرة               | مقموعة                      | وضع خطير للغاية        | نظام استبدادي         |
| توفالو                      | حرة                   | غير معروف                   | غير معروف              | غير معروف             |
| أوغندا                      | غير حرة               | غالبيتها غير حر             | وضع صعب                | نظام هجين             |
| أوكرانيا                    | حرة جزئيا             | غالبيتها غير حر             | مشاكل ملحوظة           | نظام هجين             |
| الإمارات العربية المتحدة    | غير حرة               | غالبيتها حر                 | وضع صعب                | نظام استبدادي         |
| المملكة المتحدة             | حرة                   | غالبيتها حر                 | حالة مرضية             | ديمقراطية كاملة       |
| الولايات المتحدة الأمريكية  | حرة                   | غالبيتها حر                 | حالة مرضية             | ديمقراطية معيبة       |
| أوروغواي                    | حرة                   | متوسطة الحرية               | حالة مرضية             | ديمقراطية كاملة       |
| أوزبكستان                   | غير حرة               | غالبيتها غير حر             | وضع صعب                | نظام استبدادي         |
| فانواتو                     | حرة                   | متوسطة الحرية               | غير معروف              | غير معروف             |
| فنزويلا                     | غير حرة               | مقموعة                      | وضع صعب                | نظام استبدادي         |
| فيتنام                      | غير حرة               | غالبيتها غير حر             | وضع خطير للغاية        | نظام استبدادي         |
| الضفة الغربية               | غير حرة               | غير معروف                   | وضع صعب                | غير معروف             |
| الصحراء الغربية             | غير حرة               | غير معروف                   | غير معروف              | غير معروف             |
| اليمن                       | غير حرة               | غير معروف                   | وضع خطير للغاية        | نظام استبدادي         |
| زامبيا                      | حرة جزئيا             | غالبيتها غير حر             | وضع صعب                | نظام هجين             |
| زيمبابوي                    | حرة جزئيا             | مقموعة                      | وضع صعب                | نظام استبدادي         |

## خرائط توضيحية

تقييمات الدول من استبيان فريدام هاوس: الحرية في العالم 2018، فيما يتعلق بحالة الحرية العالمية في عام 2017.[15]
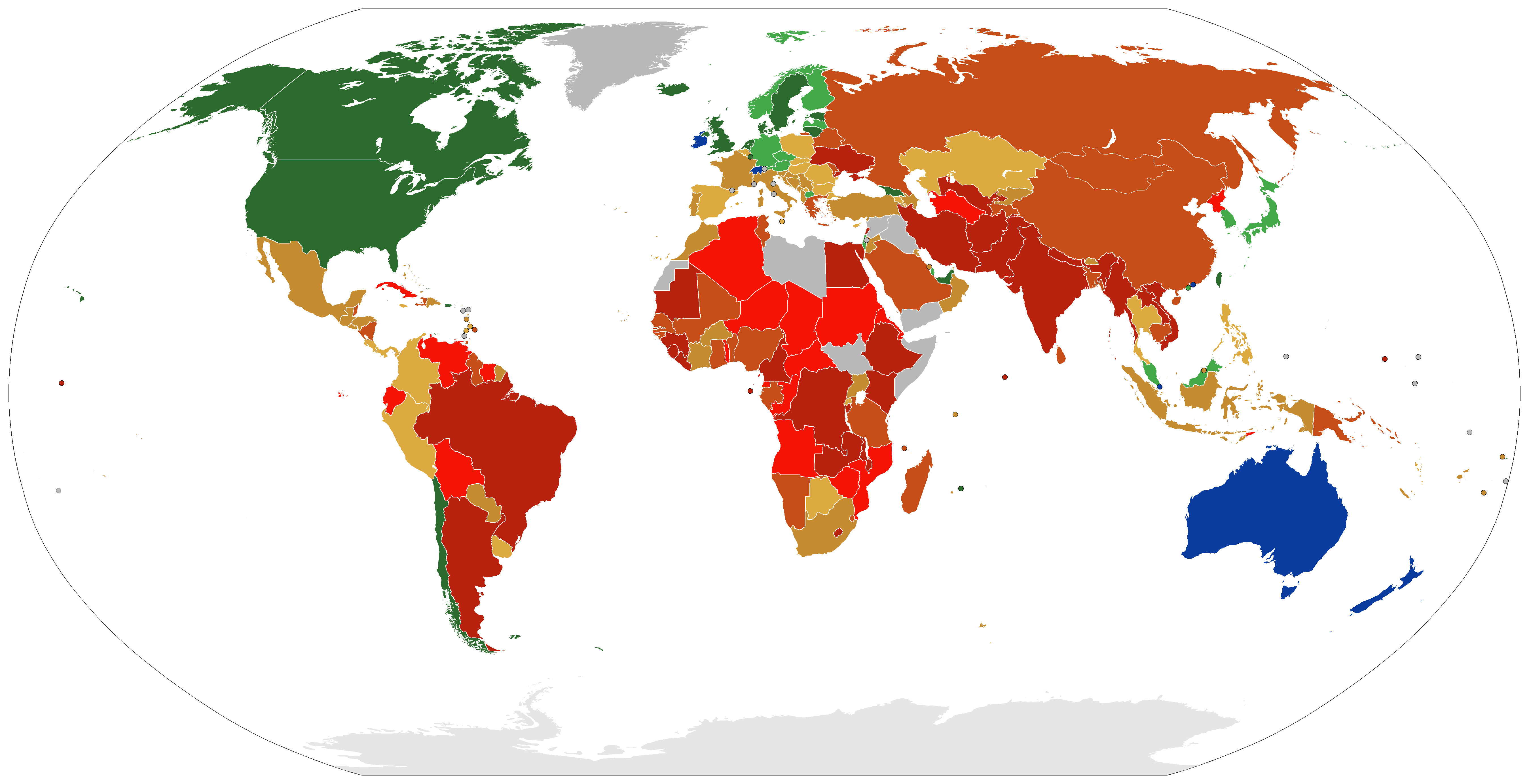
2018 مؤشر الحرية الاقتصادية. المصدر: مؤسسة التراث وصحيفة وول ستريت.
الوضع العالمي لحرية الصحافة في عام 2022 وفقًا لمراسلون بلا حدود
خريطة مؤشر الديمقراطية في عام 2017 وفقًا لوحدة الاستخبارات الاقتصادية